# Dronningebusk-slægten
Dronningebusk-slægten (Kolkwitzia) er en planteslægt, der kun har én art:
| Arter |

- Dronningebusk